# Dioctria pleuralis
Dioctria pleuralis là một loài ruồi trong họ Asilidae. Dioctria pleuralis được Banks miêu tả năm 1917. Loài này phân bố ở vùng Tân Bắc giới.